# Nauplion
Nauplion (grčki: Ναύπλιο, turski: Mora Yenişehri), na Peloponezu u Grčkoj, lučki grad koji se prostire uz padine brežuljaka blizu sjevernog kraja Argoliskog zaljeva (zaljev Argolikos). Grad je bio prijestolnica Grčke od 1829. do 1834. Nauplion sa stanovništvom od 13,822 je glavni grad prefekture Argolide i pokrajine Nauplion.

## Naziv
Naziv grada na grčki je Ναύπλιο ili na starogrčkom Ναύπλιον/Ναύπλιων (dodajući omega/ni, pa je transliteracija "Nauplion"). Kao što je slučaj s mnogim grčkim nazivima, postoji više latiničnih transliteracija. Trenutno najuobičajeno pisanje na hrvatskom je "Nauplion" (ili ponekad "Nauplio" iako je moderni grčki izgovor bliži nazivu Nafplion).
Mnogi izvori, posebice oni koji se bave antičkim gradom, govore o njemu koristeći latinsko ime Nauplion. U ostalim je jezicima poznat u različitim oblicima poput Nauplia, Navplion, Nauplio, Nafplion i Anapli; a koristili su se tijekom razdoblja mletačke i otomanske dominacije. Na talijanskom se Nauplion naziva Napoli di Romania, pri čemu posljednje dvije riječi označavaju antički naziv ("Romania") koji se prije koristio za određivanje teritorija pod vlašću Bizantskog Carstva, a razlikujući ga od drugog Napolija (tj. Napulja) u Italiji.

## Geografija
Nauplion je smješten u Argoliskom zaljevu na sjeveroistoku Peloponeza. Većina starog grada nalazi se na poluotoku koji strši u zaljev; ovaj poluotok oblikuje prirodno zaštićeni zaljev koji je učvršćen dodavanjem molova koje su ljudi izradili. U početku gotovo izoliran močvarama, promišljeni projekti naseljavanja brda, uglavnom od 1970-ih, gotovo su udvostručili kopnenu površinu grada.

## Povijest
Područje koje okružuje Nauplion bilo je naseljeno još od antičkih vremena iako se malo znakova tih ostataka nalazi unutar grada. Grad je bio utvrđen nekoliko puta u povijesti.

### Bizantinsko/mletačko razdoblje
Akronauplion ima zidine koje potječu iz pretklasičnih vremena. Kasnije su Bizantinci, Franci, Mlečani i Otomani dodavali nove fortifikacije. Nauplion su 1212. zauzeli francuski križari Ahejskog principata, a 1388. je prodan Mlečanima. Tijekom sljedećih 150 godina donji grad je proširen i utvrđen, a nove su fortifikacije dodane Akronauplionu.  Grad se predao Otomanima 1540. godine. U tom je razdoblju Nauplion izgledao prilično nalik slici iz 16. stoljeća prikazanoj nadesno.
Mlečani su ponovno zauzeli Nauplion 1685. ojačavši ga gradnjom dvorca Palamidi, koji je zapravo posljednja velika građevina Mletačke Republike u prekomorskim teritorijima. Obrana grada povjerena je 80-orici vojnika pa su ga Otomani ponovo lako zauzeli 1715. godine.

### Grčki rat za neovisnost
Tijekom grčkog rata za nezavisnost Nauplion je bio glavno otomansko uporište kojeg je godinama opsjedao Theodoros Kolokotronis. Akronauplion i kasnije Palamidi konačno su se predali zbog gladovanja. Nakon osvajanja, zbog svojih snažnih fortifikacija, grad je postao sjedište privremene grčke vlade, a Kapodistrias ga je učinio službenim glavnim gradom Grčke 1829. godine. Nakon njegova ubojstva u Nauplionu 1831. uslijedilo je razdoblje anarhije sve do dolaska kralja Otta i uspostave nove Kraljevine Grčke. Nauplion je ostao prijestolnica kraljevine sve do 1834 kada je kralj Otto odlučio premjestiti prijestolnicu u Atenu.
Turizam se polagano pojavio u 1960-ima, ali ne u istom stupnju kao i u ostalim okolnim područjima Grčke. Usprkos tome, danas turizam posebice pokušava privući brojne goste iz Njemačke i skandinavskih zemalja. Nauplion uživa u vrlo sunčanoj i umjerenoj klimi, čak i prema grčkim standardima, pa je kao posljedica toga postao popularna dnevna ili vikend destinacija tijekom zime za Atenjane.

### Moderno razdoblje
Nauplion je prometna i ribarska luka, iako je primarni izvor lokalnog zaposlenja trenutno turizam. Grad ima dvije plaže na kraju poluotoka suprotnom od glavnog dijela grada s velikim brojem lokalnih smještajnih objekata. Sada se ondje nalazi željeznička stanica s dnevnim vlakovima do Atene i obratno (OSE).
Od 2003. godine Sveučilište na Peloponezu inkorporiralo je novi fakultet, Školu lijepih umjetnosti. Godine 2007. osnovan je posebni odjel - Odjel za dramu  Arhivirana inačica izvorne stranice od 28. rujna 2007. (Wayback Machine), koji djeluje u četiri grupe:
(1). Gluma i režija (2). Scenografija i kostimografija (3). Suvremeni ples (4). Dramaturgija i teatrologija

## Poznate osobe
- Angelos Terzakis (1907. – 1979.), pisac
- Nikos Karouzos (1926. – 1990.), pjesnik

## Bilješka
1. ↑  PDF (875 KB) Popis stanovništva iz 2001. (grčki). Nacionalna statistička služba Grčke (ΕΣΥΕ). www.statistics.gr. Podaci na dan 30. listopada 2007.
2. ↑  Diplomatarium #127.
3. ↑  Wright, Ch. 1.

## Više informacija
- Povijest Grčke
- Politika Grčke
- Popis tradicionalnih grčkih naziva mjesta

## Vanjske poveznice
- Službene stranice općine Nauplion  Arhivirana inačica izvorne stranice od 28. travnja 2021. (Wayback Machine)
- GTP - općina Nauplion
- Povijesne slike, poezija